# Paulinenhof
Paulinenhof ist eine Hofschaft in der Stadt Leichlingen (Rheinland) im Rheinisch-Bergischen Kreis.

## Lage und Beschreibung
Der Ort liegt nordöstlich vom Leichlinger Kernort am Rand der Hochfläche, die nach Norden im Naturschutzgebiet Wupperhänge mit Seitensiefen und der Wupper nördlich Witzhelden und Leichlingen steil zum Unteren Wuppertal abfällt. Die Ausläufer der Hochfläche zum Talraum hin werden Wupperberge genannt. Unmittelbar benachbart ist Oberbüscherhof. Weitere Nachbarorte sind Hinterberg, Claasholz, Herscheid, Sieferhof, Holzerhof, Grünscheid, Höfchenstal, Sankt Heribert und Unterbüscherhof.
Über den Hofraum ist die Hochspannungsleitung von der Schaltanlage Mehlbruch in Leverkusen-Opladen zur Schaltanlage Halfeshof in Solingen trassiert.

## Geschichte
Ein erstes einzelstehendes Gebäude bei Paulinenhof ist auf der Ausgabe 1938 des Messtischblatts Solingen der amtlichen topografischen Karte 1:25.000 verzeichnet. In den 1960er Jahren entstand der heutige Hofraum mit seinen großflächigen Agrargebäuden.